# Yamaguchi Gōgen

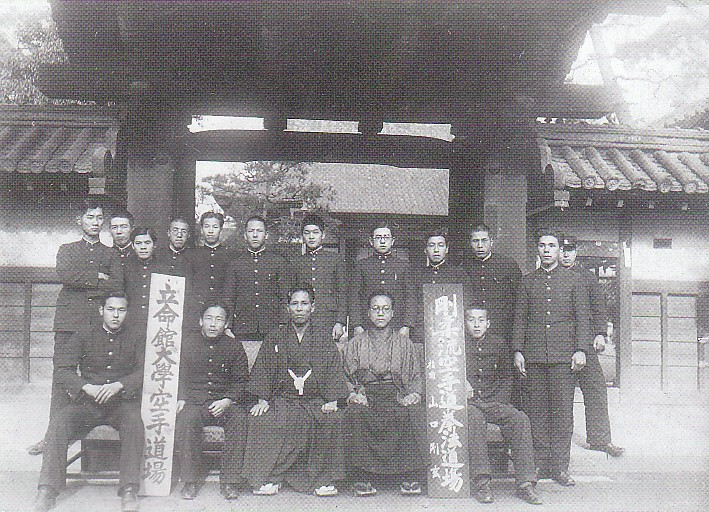
Yamaguchi mit Schülern in der Ritsumeikan-Universität 1929, Yamaguchi in der Mitte

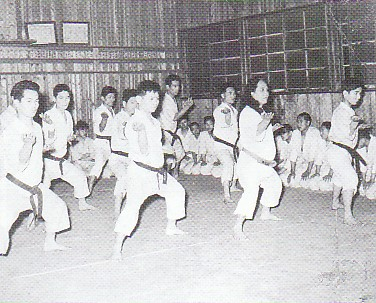
Yamaguchi beim Training (zweiter von rechts)

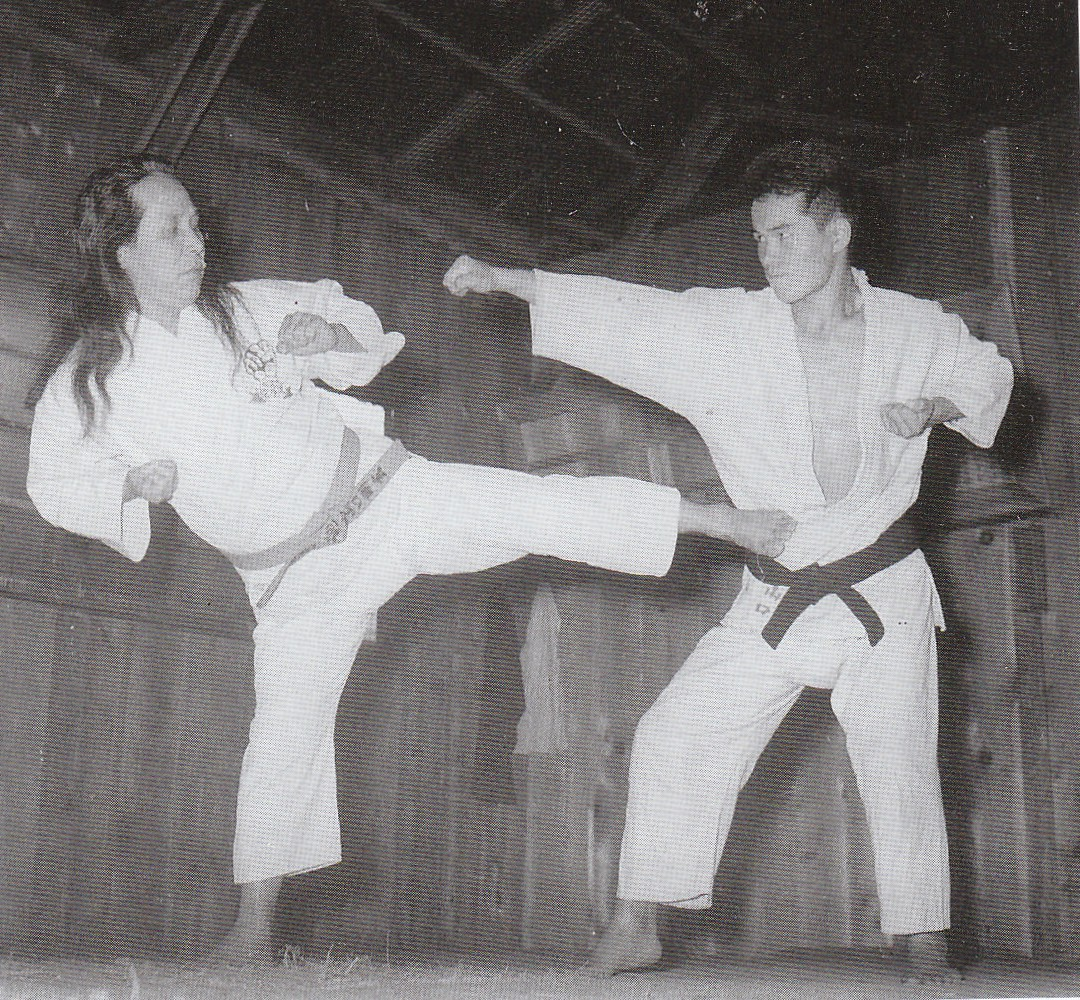
Kumite mit seinem Sohn Goshi, undatiert

Yamaguchi Gōgen (jap. 山口 剛玄; * 20. Januar 1909 in Kagoshima; † 20. Mai 1989) war ein bekannter Meister des Karate.
Yamaguchi lernte früh Jūdō und Kendō und gelangte über einen japanischen Zimmermann zum Karate, der ihn heimlich trainierte. Um 1932 wurde er Schüler von Chōjun Miyagi, der die Stilrichtung Gōjū-Ryū begründete. Yamaguchi galt ab 1952 als offizieller Nachfolger von Miyagi. Wegen seiner geschmeidigen Bewegungen erhielt er den Spitznamen die Katze.
Unter der Führung von Yamaguchi wurde die International Karate-do Goju-Kai Association (I.K.G.A) gegründet.